# Brian Lawler
Brian Christopher Lawler (Memphis (Tennessee), 10 januari 1972 - 29 juli 2018) was een Amerikaans professioneel worstelaar die actief was in de World Wrestling Entertainment (WWE) als Grand Master Sexay en was van lid van de Too Cool. Hij was de zoon van de professioneel worstelaar Jerry "The King" Lawler.
Na zijn carrière ging het lang goed met hem, maar in 2018 moest hij de gevangenis in wegens openbaar dronkenschap, hij deed daar een zelfmoordpoging. Hij overleed daaraan in het ziekenhuis van Memphis op 46-jarige leeftijd.

## In worstelen
- Finishers
  - Tennessee Jam
  - Hip Hop Drop

- Signature moves
  - Dropkick
  - Sunset flip powerbomb
  - Superkick

## Kampioenschappen en prestaties
- Hoosier Pro Wrestling
  - HPW Tag Team Championship (1 keer met Doug Gilbert)

- Memphis Superstars of Wrestling
  - MSW Junior Heavyweight Championship (1 keer)

- Memphis Wrestling
  - Memphis Wrestling Television Championship (1 keer)

- NWA New South
  - New South Heavyweight Championship (1 keer)

- Powerhouse Championship Wrestling
  - PCW Light Heavyweight Championship (1 keer)

- Power Pro Wrestling
  - PPW Television Championship (1 keer)

- Ultimate Christian Wrestling
  - UCW Tag Team Championship (1 keer met Billy Jack)

- United States Wrestling Association
  - USWA Heavyweight Championship (25 keer)
  - USWA Junior Heavyweight Championship (1 keer)
  - USWA Southern Heavyweight Championship (8 keer)
  - USWA Texas Heavyweight Championship (1 keer)
  - USWA World Tag Team Championship (6 keer; 1x met Big Black Dog, 1x met Scotty Anthony, 2x met Jeff Jarrett,1x met Eddie Gilbert en 1x met Wolfie D)

- World Wrestling Federation
  - WWF Tag Team Championship (1 keer met Scotty 2 Hotty)